# Microdeal
Microdeal foi uma companhia britânica de software que operou durante os 1980s e início dos 1990s de sua sede em Truro Road na cidade de St Austell, Cornwall. A companhia, fundada por John Symes, era uma das principais produtoras de games e outros softwares para os computadores 8-bit daquela época, em particular o Dragon 32 e o Tandy TRS-80 Color Computer ("CoCo"). 

## Lista de software da Microdeal
- 3D-Calc
- 8-Ball
- Airball
- Air Traffic Control
- Alcatraz
- Athletyx
- Backgammon
- Beam Rider
- Bubble Buster (Pocket Money)
- Buzzard Bait
- Cashman
- Chambers
- Cosmic Zap
- Crash
- Crazy Painter
- Cuber
- Cuthbert Goes Digging
- Cuthbert Goes Walkabout
- Cuthbert in the Cooler
- Cuthbert in the Jungle
- Cuthbert in the Mines
- Cuthbert in Space
- Danger Ranger
- Datafall (Pocket Money)
- Defense
- Devil Assault
- Donkey King
- Dragonhawk
- Dragon Invaders
- Dungeon Raid
- El Diablero
- Electron
- Fearless Freddy (Pocket Money)
- Filmastr (Database)
- Flipper
- Frogger
- Galagon
- Goldrunner (II)
- Grabber
- The Grail
- Ice Castles
- Invaders' Revenge
- Jerusalem: Adventure II
- Jet Boot Colin (Pocket Money)
- Katerpillar Attack
- Keys of the Wizard
- The King
- The Lands of Havoc
- Major Motion
- Mr. Dig
- Mansion:Adventure I
- Module Man
- Mudpies
- Pengon
- Phantom Slayer
- Pit Fiend (Pocket Money)
- Planet Invasion
- Robin Hood (Pocket Money)
- Shock Trooper
- Skramble
- Slide (Pocket Money)
- Space Shuttle
- Space War
- Speed Racer
- Syzygy
- Talking Android Attack
- Tanglewood
- Tea Time (Pocket Money)
- Tele-Artist (Graphic utility)
- Tele-Forth (Forth language system)
- Telewriter (Processador Word)
- Time Bandit
- Touchstone
- Trekboer
- Ultimate: Adventure IV
- Williamsburg: Adventure III
- Worlds of Flight